# Míriam Nogueras i Camero
Míriam Nogueras i Camero (Dosrius, 11 de maig de 1980) és una empresària i política catalana, diputada al Congrés dels Diputats en l'XI, la XII i la XIV legislatura espanyola i vicepresidenta de Junts per Catalunya des d'octubre de 2024.

## Biografia
És la més gran de tres germans i va créixer a Dosrius. Va estudiar en una escola laica de Llinars del Vallès, on es va aficionar a jugar a futbol. Va matricular-se a Comunicació Audiovisual però va deixar la carrera. Va encadenar diverses feines menors, fins que durant la dècada del 2010 va esdevenir emprenedora, organitzant una empresa de comerç i tecnologia.
És copropietària d'una empresa del sector tèxtil especialitzada en filatura, sector en què la família ha estat durant anys. També és membre del Cercle Català de Negocis, de la Junta d'ASEGEMA i de MODACC (Clúster Tèxtil Moda Catalunya). Va començar la seva trajectòria política formant part de la plataforma No vull pagar, contra els peatges del Maresme, i com a membre del Cercle Català de Negocis.
En les eleccions municipals de 2015 fou elegida regidora de l'ajuntament de Cardedeu, on viu, com a independent dins les llistes de Convergència Democràtica de Catalunya. Fitxada per Jordi Turull, posteriorment fou elegida diputada independent del Congrés dels Diputats a l'XI legislatura dins la llista de Democràcia i Llibertat a les eleccions generals espanyoles de 2015, amb Quico Homs com a cap de llista. Repetiria com a diputada de la XII legislatura a les eleccions generals espanyoles de 2016 dins la llista de Convergència Democràtica de Catalunya. Abans de ser elegida diputada, participà en tertúlies de BTV (La Rambla) i a La Sexta.
El 2018 va ser elegida cap de llista per a les Eleccions municipals espanyoles de 2019 per Mataró. El mateix any va ser elegida vicepresidenta del Partit Demòcrata durant la primera assemblea nacional de la formació, i candidata de la coalició Junts per Catalunya al Congrés de diputats en les dues eleccions de 2019. En 2020 va dimitir del seu càrrec de vicepresidenta del Partit Demòcrata, passant a Junts per Catalunya.
El 2023 fou la candidata de Junts per Catalunya per Barcelona a les Eleccions generals espanyoles de 2023. La tardor de 2024 fou nomenada vicepresidenta de Junts durant el congrés que el partit va celebrar a Calella.
En l'àmbit privat, està casada amb un pilot d'helicòpter d'emergències i tenen dos fills, que el 2023 tenien 12 i 14 anys.